# Julio Caro Baroja
Julio Caro Baroja (Madrid, 13 novembre 1914 – Vera de Bidasoa, 18 agosto 1995) è stato un antropologo, storico e linguista spagnolo, studioso del folklore e delle tradizioni popolari.
È stato uno degli intellettuali più prolifici e rigorosi del Novecento e con la sua opera ha contribuito profondamente alla conoscenza delle problematiche centrali delle scienze sociali.

## Biografia
Figlio dell'editore Rafael Caro Raggio e di Carmen Baroja, nipote del romanziere Pío Baroja e del pittore Ricardo Baroja, fu discepolo di Telesforo Aranzadi, José María Barandiarán, Hermann Trimborn e Hugo Obermaier, che lo iniziarono alla storia e alla etnografia.
Si laureò in storia antica all'Università di Madrid, dove divenne professore. In seguito diresse il Museo del Pueblo Español di Madrid.
Grazie alla formazione con i suoi primi maestri, già a quindici anni scrisse lavori su temi etnografici, e nel 1941 la sua tesi di laurea fu la base di una trilogia molto posteriore intorno alle feste dell'inverno (El carnaval, 1965, tradotto in italiano con il titolo Il carnevale, Genova 1989), della primavera (La estación de amor, 1979) e dell'estate (El estío festivo, 1984).
Per ragioni diverse, tanto personali quanto esterne, si mantenne ai margini dell'università, tranne per due brevi periodi di insegnamento, uno a Coimbra, e l'altro, molto tempo dopo, nei Paesi Baschi. Viaggiò spesso in Spagna e nel mondo, con soggiorni prolungati negli Stati Uniti e in Gran Bretagna (tra il 1951 e il 1953), dedicandosi, come disse una volta, «ai suoi lavori».
Nella sua opera - che comprende più di settecento testi tra libri, articoli, prefazioni e saggi - si distinguono opere che furono pionieristiche per i suoi tempi, sebbene oggi abbiano numerosi continuatori.
Nei suoi primi libri espone una sintesi dell'etnologia in Spagna e in particolare nei Paesi Baschi: Los pueblos del norte de la peninsula Ibérica (1943), Los pueblos de España (1946), Los vascos (1949).
Gli studi collegati ad aspetti tecnologici vengono dall'epoca in cui diresse il Museo del Pueblo Español. Tra questi spiccano quelli dedicati agli aratri spagnoli (1949) e ai mulini a vento (1952), pubblicati nella Revista de Dialectología y Tradiciones Populares, della quale fu direttore per cinque anni.
Il suo viaggio nel Sahara del 1952 fece sì che i suoi interessi si orientassero sulle minoranze etniche. Pubblicò gli Estudios saharianos (1955), forse il libro più importante sui territori africani allora sotto dominio spagnolo. Los moriscos del reino de Granada (1957) e altri lavori posteriori segnano il sincretismo tra etnografia e storia, essendo frutto del suo intenso lavoro di investigazione negli archivi dell'Inquisizione spagnola: Las brujas y su mundo (1961), la sua opera più conosciuta (tradotta in Italia da Pratiche con il titolo Le streghe e il loro mondo), Vidas mágicas e Inquisición (2 voll., 1967) e, soprattutto, Los judíos en la España moderna y contemporánea (3 voll., 1961-1962). Altri studi su gruppi o minoranze oppresse ci danno una visione su zingari, mendicanti e banditi dell'area mediterranea.
Furono altrettanto innovativi i saggi Ensayo sobre la literatura de cordel (1969), Las formas complejas de la vida religiosa (Religión, sociedad y carácter en la España de los siglos XVI y XVII) (1978), La aurora del pensamiento antropológico. La Antropología en los clásicos griegos y latinos (1983) e La cara, espejo del alma. Historia de la fisiognómica (1987).
Nei 18 volumi che compongono gli Estudios vascos sono raccolti articoli pubblicati nelle prime monografie (La vida rural en Vera de Bidasoa, 1944; Los vascos. Etnología, 1949) e opere della maturità come La hora navarra del XVIII (1969), Etnografía histórica de Navarra (3 vols., 1971-1972) e La casa en Navarra (4 vols., 1982). Sul vecchio regno, e su Gipuzkoa, elaborò, con il fratello Pío, due ampi documentari etnografici.
Nella sua opera Los vascones y sus vecinos studia la storia antica dei i Baschi e dei loro vicini dell'Aquitania. In questo libro incorpora alcune novità in relazione con scritti precedenti, affermando che la lingua che si può comparare al basco è la parlata di certi gruppi etnici aquitani antichi, così come dei Pirenei più orientali.
Scrisse anche sulla propria famiglia; in Los Baroja parla dello zio Pío Baroja, dell'altro zio Ricardo, pittore, e di tutta la sua famiglia.
Fu sepolto a Vera de Bidasoa (Navarra), dove i Baroja possiedono una casa familiare chiamata "Itzea", comprata dallo zio Pío Baroja.

## Riconoscimenti
Fu componente della Real Academia de la Lengua Española, della Real Academia de la Historia e della Academia de la Lengua Vasca. Ricevette il Premio Principe delle Asturie per le scienze sociali (1983), la Medaglia d'oro al merito nelle Belle Arti (1984), il Premio nazionale delle Lettere Spagnole (1985), il Premio Internazionale Menéndez Pelayo (1985) e il Premio Principe di Viana per la cultura (1989).
Nel 2002 l'Università Carlos III di Madrid gli ha dedicato un Istituto di Storiografia.

## Opere principali
- (ISBN 84-86172-02-0) Aguafuertes del norte (1985) Hispánica de Bibliofilia.
- (ISBN 84-7227-007-6) Algunos mitos españoles (1974) Ediciones del Centro
- (ISBN 84-00-05856-9) Apuntes murcianos: (de un diario de viajes por España, 1950) (1985) Consejo Superior de Investigaciones Científicas
- (ISBN 84-7223-189-5) Arte visoria (1990) Tusquets Editores
- (ISBN 84-7782-594-7) Artesanía de España (1999) Lunwerg Editores, S.A.
- (ISBN 84-7782-297-2) Artesanía y caballos de España (1992) Lunwerg Editores, S.A.
- (ISBN 84-00-05438-5) La aurora del pensamiento antropológico : la antropología en los clásicos griegos y latinos (1991) Consejo Superior de Investigaciones Científicas
- (ISBN 84-7148-028-X) Baile, Familia, Trabajo (1976) Editorial Txertoa
- (ISBN 84-7035-000-5) Los Baroja: memorias familiares (1997) Caro Raggio, Editor
- (ISBN 84-7231-992-X) Bécquer, dos leyendas (1983) Confederación Española de Cajas de Ahorros
- (ISBN 84-206-1012-7) Las brujas y su mundo (1997) Alianza Editorial, S.A.
- (ISBN 84-7148-017-4) Brujería vasca (1985) Editorial Txertoa
- (ISBN 84-226-2307-2) La cara, espejo del alma: historia de la fisiognómica (1995) Círculo de Lectores, S.A.
- (ISBN 84-306-3502-5) El carnaval (1989) Taurus Ediciones, S.A. Grupo Santillana
- (ISBN 84-500-5257-2) La casa en Navarra [Obra completa] Caja de Ahorros y Monte de Piedad de Navarra
- (ISBN 84-7465-011-9) Comentarios sin fe (1979) Nuestra Cultura Editorial
- (ISBN 84-206-9628-5) Conversaciones en Itzea (1992) Alianza Editorial, S.A.
- (ISBN 84-85503-10-4) El crimen de Cuenca (1979) Ediciones BO
- (ISBN 84-7506-003-X) Cuadernos de campo (1979) Ediciones Turner, S.A.
- (ISBN 84-7173-074-X) Cuadernos de campo (1981) Fundación Kutxa Ediciones y Publicaciones
- (ISBN 84-600-2606-X) Cuadernos de Historia de la Medicina Vasca (1982) Universidad del País Vasco. Seminario de Historia de la Medicina Vasca = Euskal Herriko Unibertsitatea. Euskal Medikuntzaren Historia-Mintegia
- (ISBN 84-7785-089-5) De etnología andaluza (1993) Diputación Provincial de Málaga. Centro de Ediciones de la Diputación de Málaga
- (ISBN 84-306-1115-0) De la superstición al ateismo (1986) Taurus Ediciones, S.A. Grupo Santillana
- (ISBN 84-7148-016-6) De la vida rural vasca (1974) Editorial Txertoa
- (ISBN 84-7130-689-1) De leyes penales y de dios legislador (1990) Editoriales de Derecho Reunidas, S.A.
- (ISBN 84-226-2962-3) De los arquetipos y leyendas (1989) Círculo de Lectores, S.A.
- (ISBN 84-7148-187-1) Del país: familia y maestros (1986) Editorial Txertoa
- (ISBN 84-86047-37-4) Del viejo folklore castellano: páginas sueltas (1984) Ámbito Ediciones, S.A.
- (ISBN 84-226-2560-1) Ensayo sobre la literatura de cordel (1988) Círculo de Lectores, S.A.
- (ISBN 84-7435-012-3) Ensayos sobre la cultura popular española (1979) Dosbe
- (ISBN 84-292-9202-0) Ensayos sobre la literatura de cordel (1969) Revista de Occidente, S.A.
- (ISBN 84-7954-415-5) Escritos combativos (1998) Ediciones Libertarias-Prodhufi, S.A.
- (ISBN 84-7090-170-2) España antigua (1986) Ediciones Istmo, S.A.
- (ISBN 84-306-3503-3) La estación de amor (1985) Taurus Ediciones, S.A. Grupo Santillana
- (ISBN 84-226-4042-2) El estío festivo (1992) Círculo de Lectores, S.A.
- (ISBN 84-299-0007-1) Estudio sobre la vida tradicional española (1968) Seminarios y Ediciones, S. A.
- (ISBN 84-00-00109-5) Estudios mogrebíes (1957) Consejo Superior de Investigaciones Científicas
- (ISBN 84-334-7027-2) Estudios saharianos (1990) Ediciones Júcar
- (ISBN 84-297-0606-2) Estudios sobre la vida tradicional española (1988) Edicions 62, S.A.
- (ISBN 84-7148-009-3) Estudios Vascos (1973) Editorial Txertoa
- (ISBN 84-7148-038-7) Estudios vascos: sondeos históricos (1978) Editorial Txertoa
- (ISBN 84-87203-07-8) Euskal jainko eta jainkosak, olentzeroa eta sorgiñak (1989) Gaiak Argitaldaria
- (ISBN 84-226-3765-0) Las falsificaciones de la historia (1996) Círculo de Lectores, S.A.
- (ISBN 84-226-5299-4) Las formas complejas de la vida religiosa: religión, sociedad y carácter en la España de los siglos XVI y XVII [Obra completa] Círculo de Lectores, S.A.
- (ISBN 84-600-5119-6) Formas de cultura y vida tradicional de los pastores y vaqueros en la región de Cantabria (1987) Universidad de Cantabria. Servicio de Publicaciones
- (ISBN 84-7090-235-0) Fragmentos italianos (1992) Ediciones Istmo, S.A.
- (ISBN 84-00-05996-4) Los fundamentos del pensamiento antropológico moderno (1991) Consejo Superior de Investigaciones Científicas
- (ISBN 84-85983-86-6) Gasteiz (1987) Lunwerg Editores, S.A.
- (ISBN 84-7035-084-6) Género biográfico y conocimiento (1986) Caro Raggio, Editor
- (ISBN 84-7090-183-4) Historia de la fisiognómica: el rostro y el carácter (1988) Ediciones Istmo, S.A.
- (ISBN 84-86850-64-9) Historia de los molinos de viento, ruedas hidraúlicas y norias (1995) Instituto para la Diversificación y Ahorro de la Energía
- (ISBN 84-7407-086-4) Historia General del País Vasco (1980) [Obra completa] Haranburu, Luis
- (ISBN 84-7148-240-1) Los hombres y sus pensamientos (1990) Editorial Txertoa
- (ISBN 84-235-0675-4) La hora navarra del XVIII (1985) Gobierno de Navarra. Fondo de Publicaciones
- (ISBN 84-600-1497-5) Una imagen del mundo perdida (1979) Universidad Internacional Menéndez Pelayo (Madrid)
- (ISBN 84-344-0687-X) Inquisición, brujería y criptojudaísmo (1970) Editorial Ariel, S.A.
- (ISBN 84-7148-015-8) Introducción a la Historia social y económica del pueblo vasco (1974) Editorial Txertoa
- (ISBN 84-7090-103-6) Introducción a una historia contemporánea del anticlericalismo español (1980) Ediciones Istmo, S.A.
- (ISBN 84-226-4258-1) Jardín de flores raras (1995) Círculo de Lectores, S.A.
- (ISBN 84-7090-089-7) Los judíos en la España Moderna y Contemporánea  [Obra completa] Ediciones Istmo, S.A.
- (ISBN 84-7291-984-6) El laberinto vasco (1986) Grupo Axel Springer, S.L.
- (ISBN 84-87203-77-9) Lamiak, sorginak eta jainkosak : zuhaitzak eta naturarekiko kultuak Euskal Herrian (1995) Gaiak Argitaldaria
- (ISBN 84-7517-300-4) La magia demoniaca (1990) Ediciones Hiperión, S.L.
- (ISBN 84-7148-205-3) Magia y brujería : (variación sobre el mismo tema) (1987) Editorial Txertoa
- (ISBN 84-00-07715-6) Miscelánea histórica y etnográfica (1998) Consejo Superior de Investigaciones Científicas
- (ISBN 84-7035-178-8) El mito del carácter nacional (2004) Caro Raggio, Editor
- (ISBN 84-299-0010-1) El mito del carácter nacional. Meditaciones a contrapelo (1970) Seminarios y Ediciones, S. A.
- (ISBN 84-7148-175-8) Mitos vascos y mitos sobre los vascos (1985) Editorial Txertoa
- (ISBN 84-206-7860-0) Los moriscos del reino de Granada (2003) Alianza Editorial, S.A.
- (ISBN 84-8109-123-5) Los mundos soñados (1996) Galaxia Gutenberg; Círculo de Lectores, S.A.
- (ISBN 84-226-2965-8) Los mundos soñados de Julio Caro Baroja (1996) Círculo de Lectores, S.A.
- (ISBN 84-505-3540-9) Museos imaginados (1986) Museo Etnográfico (Grandas de Salime)
- (ISBN 84-226-3722-7) Navarra (1993) Círculo de Lectores, S.A.
- (ISBN 84-306-1233-5) Paisajes y ciudades (1986) Taurus Ediciones, S.A. Grupo Santillana
- (ISBN 84-7223-107-0) Palabra, sombra equívoca (1989) Tusquets Editores
- (ISBN 84-7148-189-8) Problemas vascos de ayer y de hoy (1986) Editorial Txertoa
- (ISBN 84-7090-073-0) Los pueblos de España [Obra completa] Ediciones Istmo, S.A.
- (ISBN 84-7423-486-7) Los pueblos de la península ibérica: temas de etnografía española (1991) Editorial Crítica
- (ISBN 84-7148-007-7) Los pueblos del Norte (1977)Editorial Txertoa
- (ISBN 84-312-0051-0) Lo que sabemos del folklore (1967) Gregorio del Toro
- (ISBN 84-85112-96-2) Quince estudios etnográficos navarros (2003) Ediciones y Libros, S.A.
- (ISBN 84-7684-979-6) Razas, pueblos y linajes (1990) Universidad de Murcia. Servicio de Publicaciones
- (ISBN 84-00-06261-2) Realidad y fantasía en el mundo criminal (1986) Consejo Superior de Investigaciones Científicas
- (ISBN 84-7090-214-8) Reflexiones nuevas sobre viejos temas (1990) Ediciones Istmo, S.A.
- (ISBN 84-7483-238-1) La religión romana en Hispania (1982) Ministerio de Cultura. Publicaciones
- (ISBN 84-7090-051-X) Ritos y mitos equívocos (1974) Ediciones Istmo, S.A.
- (ISBN 84-306-0052-3) Romances de ciego (1995) Taurus Ediciones, S.A. Grupo Santillana
- (ISBN 84-85869-65-6) El romancillo del tio Miguelillo (1988) José Esteban, Editor
- (ISBN 84-306-2055-9) Semblanzas ideales: maestros y amigos (1972) Taurus Ediciones, S.A. Grupo Santillana
- (ISBN 84-206-1114-X) El señor inquisidor y otras vidas por oficio (1997) Alianza Editorial, S.A.
- (ISBN 84-206-4620-2) El señor inquisidor (1994) Alianza Editorial, S.A.
- (ISBN 84-239-7838-9) Ser o no ser vasco (1998) Espasa-Calpe, S.A.
- (ISBN 84-7148-204-5) Sobre el mundo Ibérico-Pirenaico (1988) Editorial Txertoa
- (ISBN 84-7148-111-1) Sobre historia y etnografía vasca (1983) Editorial Txertoa
- (ISBN 84-7148-052-2) Sobre la lengua vasca y el vasco-iberismo (1988) Editorial Txertoa
- (ISBN 84-7148-068-9) Sobre la religión antigua y el calendario del pueblo vasco (1984) Editorial Txertoa
- (ISBN 84-00-04984-5) Sobre la toponimia del Pirineo aragonés (1981) Consejo Superior de Investigaciones Científicas
- (ISBN 84-292-9605-0) Teatro popular y magia (1974) Revista de Occidente, S.A.
- (ISBN 84-226-5855-0) Tecnología popular española (1996) Círculo de Lectores, S.A.
- (ISBN 84-7090-102-8) Temas castizos (1980) Ediciones Istmo, S.A.
- (ISBN 84-89318-79-4) Temas culturales vascos (1995) Real Sociedad Bascongada de los Amigos del País. Delegación en Corte
- (ISBN 84-7863-002-3) Terror y terrorismo (1989) Actualidad y Libros, S.A.
- (ISBN 84-233-1642-4) Toledo (1988) Ediciones Destino, S.A.
- (ISBN 84-7148-014-X) Vasconiana (1974) Editorial Txertoa
- (ISBN 84-7090-010-2) Los vascos (1995) Ediciones Istmo, S.A.
- (ISBN 84-300-0368-1) Los vascos y el mar (1979) Petróleos del Norte, S.A. (Somorrostro)
- (ISBN 84-7148-026-3) Los vascos y la historia a través de Garibay (1972) Editorial Txertoa
- (ISBN 84-7148-012-3) Vecindad, familia, técnica (1974) Editorial Txertoa
- (ISBN 84-7035-499-X) Las veladas de santa Eufrosina (1995) Caro Raggio, Editor
- (ISBN 84-226-3395-7) Vidas mágicas e Inquisición [Obra completa] Círculo de Lectores, S.A.
- (ISBN 84-7506-018-8) Vidas poco paralelas (1981) Ediciones Turner, S.A.
- (ISBN 84-00-00110-9) Una visión de Marruecos a mediados del siglo XVI (1956) Consejo Superior de Investigaciones Científicas